# 林比 (密蘇里州)
林比（英語：Rimby）是位於美國密蘇里州波爾克縣的非建制地區。

## 歷史
林比的郵局於1897年設立，其後於1915年停運。

## 地理
林比所處的海拔為高於海平面324米（即1063英呎），而該地所採用的時區為UTC-6，即北美中部時區（CST）。同時該地設有夏令時間，為UTC-6調快一小時，即UTC-5（CDT）。